# Franz Stangl
Franz Stangl (26. března 1908, Altmünster – 28. června 1971, Düsseldorf) byl rakouským policejním velícím dozorcem v zařízeních Hartheim a Bernburg (Akce T4) a především velitelem vyhlazovacích táborů Sobibor a Treblinka. Po válce uprchl z internačního tábora americké armády do Itálie, kde mu Alois Hudal sehnal pás Červeného kříže a lístek na loď do Sýrie, kde byl zaměstnán v tkalcovské dílně a následně i s rodinou uprchl do Brazílie, kde byl v roce 1967 zatčen a následně souzen ve Spolkové republice Německo. V roce 1970 byl shledán vinným za spolupodíl na vraždě nejméně 400 000 lidí a odsouzen na doživotí. Krátce nato 1971 ve vězení zemřel.

## Život v Rakousku před „anšlusem“
Franz Paul Stangl se narodil 26. března 1908 v Altmünsteru, který se nachází v Salzkammergutu v Rakousku. Byl synem vysloužilého dragouna, jeho otec poté pracoval jako noční hlídač. Otec se k němu choval krutě, často ho krutě bil. Franz ho za to nenáviděl a bál se ho. Podle vlastních vzpomínek mu otec zemřel v roce 1916 na podvýživu. Stangl se poté naučil hrát na citeru a dával hudební lekce, aby přispěl k obživě rodiny. Povinnou školní docházku ukončil v roce 1923. Poté se vyučil tkalcem, v roce 1927 se stal v tomto oboru mistrem.
Nicméně se rozhodl pro jiné zaměstnání, neboť viděl jen malou možnost kariérního postupu a měl obavu, že si prací v továrně poškodí zdraví. V roce 1930 se přestěhoval do Innsbrucku a přihlásil se k rakouské federální policii. V roce 1931 byl přijat a dva roky strávil výcvikem v akademii v Linci. Několik následujících let působil u rakouské dopravní policie a po odhalení ilegálního skladiště zbraní nacistů byl přeložen ke kriminální policii (1935). Sloužil ve městě Wels.
V roce 1931 poznal svou budoucí ženu Theresu Eidenböckovou a v roce 1935 se vzali. Měli spolu tři dcery: Brigitte (* 1936), Renate (* 1937) a Isolde (* 1944). Kdy se Stangl stal členem nacistické strany, není přesně jisté. Simon Wiesenthal tvrdí, že se tak stalo již roku 1931, kdy byla v Rakousku ilegální. Stangl spisovatelce Gitte Sereny sdělil, že tam vstoupil až po anšlusu v roce 1938. Vstup si nechal od známého antedatovat do roku 1936, aby si zachránil kůži, neboť mu hrozilo pronásledování za zabavení nacistických zbraní.

## Třetí říše a Akce T4

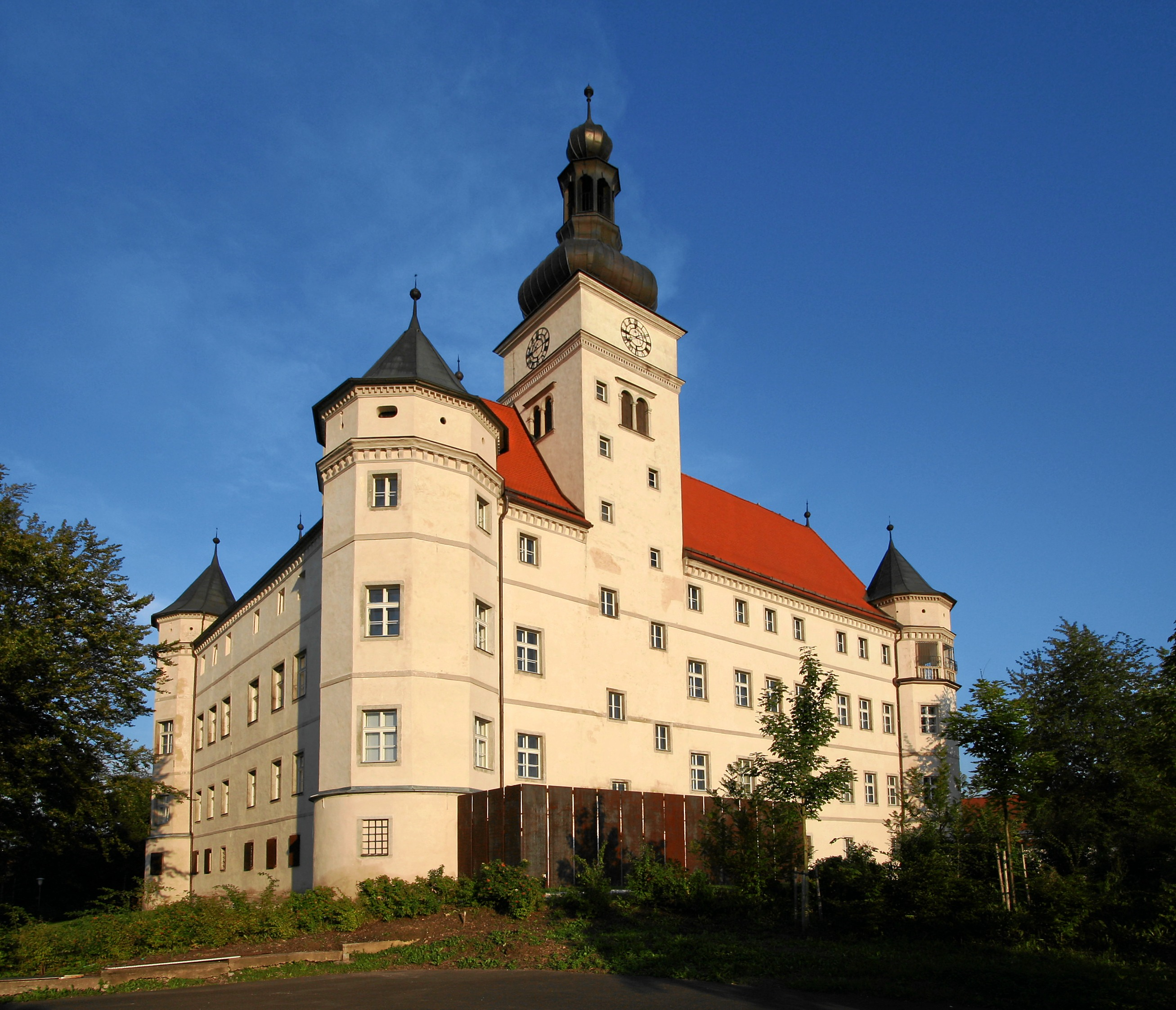
Hartheimský zámek – jedno ze středisek nacistického programu T4, místo kde působil Franz Stangl

Po obsazení Rakouska nacistickým Německem v březnu 1938 se Stangl stal členem Schutzpolizei v Linci. Byl zařazen do Židovského oddělení (Judenreferat). V květnu 1938 vstoupil do SS a získal hodnost Hauptsturmführer (kapitán). 
Začátkem roku 1940 byl přeložen do střediska Charitativní nadace pro ústavní péči (Gemeinnützige Stiftung für Anstaltspflege), což byl krycí název pro právě se rozbíhající Akci T4. Stangl začal oficiálně pracovat jako policejní dohlížitel nad programem T-4 v hartheimském středisku. Později, od konce léta 1941 působil v Bernburgu. V obou místech nacisté zabíjeli jako nepotřebné mentálně nebo fyzicky postižené lidi.
V Hartheimu sloužil pod velením Christiana Wirtha jako pomocný dohlížitel ochranky. Wirtha později nahradil Franz Reichleitner. Oba se stejně jako Stangl později podíleli na Akci Reinhard. V březnu 1942 dostal Stangl možnost výběru. Buď se vrátí do Lince na policii nebo se přesune do Lublinu (Generální gouvernement) a zapojí se do nově se rozbíhající Akce Reinhard pod vedením Odilo Globocnika. Stangl si vybral druhou možnost.

## Velitelem v táborech smrti

### Sobibor
Heinrich Himmler jmenoval Stangla prvním velitelem vyhlazovacího tábora Sobibor. Stalo se tak na doporučení Christiana Wirtha, jenž nejprve velel táboru v Belzci a později získal funkci inspektora všech tří vyhlazovacích táborů Akce Reinhard (Inspekteur des SS-Sonderkommandos beim SS- und Polizeiführer Lublin). Stangl později tvrdil, že mu velitel akce Globocnik sdělil, že půjde o zásobovací tábor pro armádu. Skutečnou funkci tábora začal tušit až v okamžiku, kdy v lese objevil nově postavenou plynovou komoru. Stangl pak navštívil Belzec, kde poznal na vlastní oči, jak funguje tábor smrti. Bylo mu řečeno, že Sobibor má být táborem stejného určení. Stangl dle vlastních slov váhal, dokonce uvažoval o útěku, ale poté, co si připomněl Wirthův „vtipný“ výrok „když se to tady někomu nelíbí, může klidně jít – ale pod zem“, rozhodl se funkci velitele Sobiboru přijmout. Svému svědomí pak ulevil tak, že si vsugeroval, že to dělali „oni“, že jde o rozkaz a že on je jen malým pěšákem v poli.
Stangl se své role zhostil „příkladně“. Urychlil dostavbu tábora a v druhé polovině května 1942 se Sobibor stal plně provozuschopným. Stangl zde působil až do září 1942 a za tu dobu bylo v táboře zplynováno asi 100 000 lidí, v naprosté většině židů. Ve funkci ho vystřídal jeho bývalý kolega z Hartheimu Franz Reichleitner. V době působení v Sobiboru zaslechla jeho žena zvěsti o tom, co se tam děje, a konfrontovala s tím svého muže. Stangl na to odpověděl: „Tohle je služební záležitost, o které ti nemůžu nic říct. Jen ti mohu sdělit, že mi musíš věřit, že jestliže se děje něco zlého, já s tím nemám nic společného. “

### Treblinka

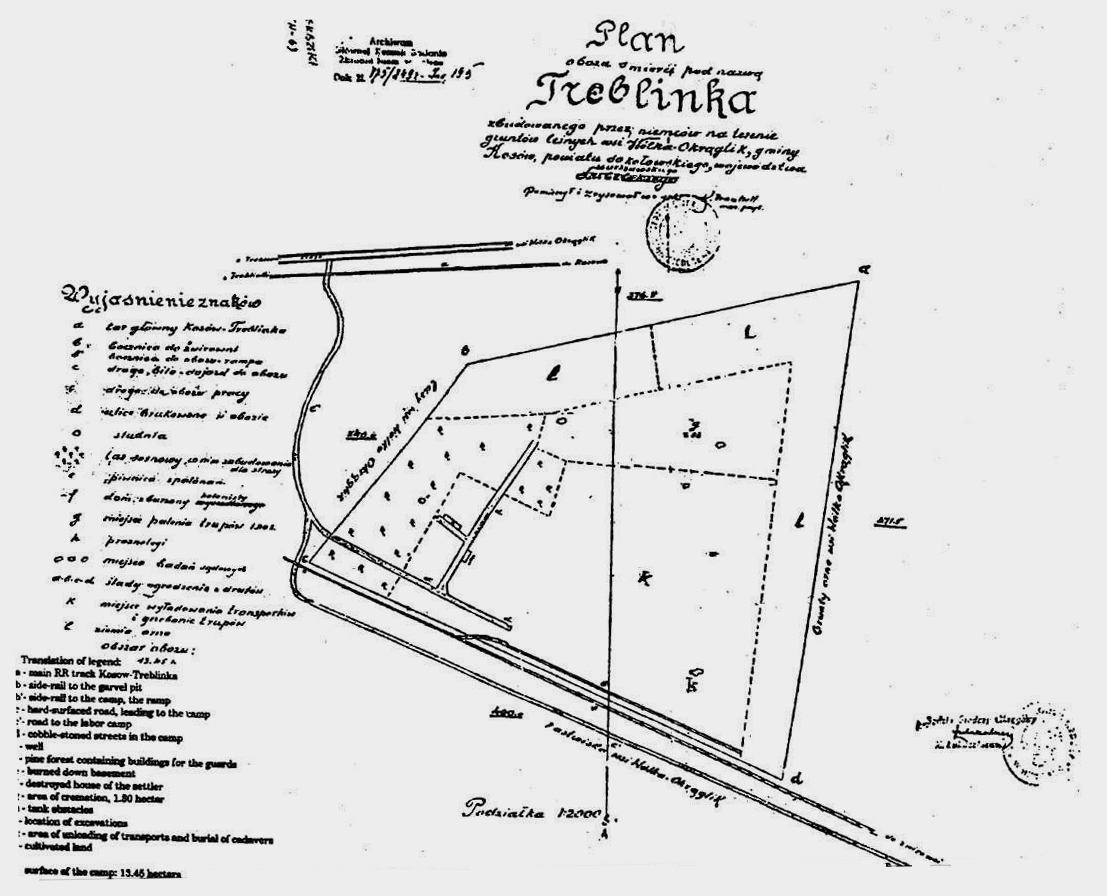
Plán Treblinky pořízený v roce 1945 Polákem T. Trautsoltem, který přežil holokaust

Dne 28. srpna 1942 nařídil Globocnik Stanglovi, aby převzal velení v táboře Treblinka. Treblinka se nacházela v chaotickém stavu, její dosavadní velitel Irmfried Eberl nebyl schopen udržet pořádek. Stangl popsal svůj příjezd do Treblinky takto:
| „ | Bylo to to nejhorší, co jsem za celou dobu Třetí říše viděl. Bylo to Dantovo peklo… Nevěděl jsem, kam se obrátit, kam jít. Brodil jsem se bankovkami, drobnými, drahými kameny, šperky, šatstvem… Zápach byl nepopsatelný; všude se válely stovky, ne, tisíce mrtvol, rozkládaly se, hnily. Za náměstím… byly stany a plály otevřené ohně obklopené ukrajinskými dozorci a holkami – děvkami, které pocházely, jak jsem později zjistil, z celého okolí. Všechno pilo, tancovalo, zpívalo a hrálo… Odevšad se ozývala střelba. | “ |
| — | |   |

Globocnik věřil, že Stangl se svými organizačními schopnostmi dá Treblinku „do pořádku“. Dne 1. září 1942 se ujal funkce: „Ukázal se být vysoce efektivním a zaníceným organizátorem masového vraždění. Dokonce získal oficiální pochvalu, jako 'nejlepší táborový velitel v Polsku'. Vždy perfektně oblečený, mluvil mírným hlasem, choval se zdvořile a přátelsky. Stangl nebyl sadista, ale byl pyšný na své dílo, činilo mu potěšení, když tábor smrti běžel jako hodinový strojek.“ Stangl chtěl, aby tábor vypadal hezky. Nařídil vydláždit cesty, vysázet květiny, upravit nádraží. Z Treblinky se pod jeho vedením stala „ohromná, nalakovaná, nastražená past, kterou se propadá rovnou ze světa a ze života pryč“. Ačkoli tábor řídil, snažil se vyhýbat kontaktu s židovskými vězni, nepodílel se na přímém týrání zajatců, na „neplynovém“ vraždění, na rozdíl od většiny svých podřízených. Obvykle nosil bílou uniformu a bič. Vězni mu dali přezdívku „Bílá smrt“. Tvrdil, že necítil vůči židům žádnou ideologickou nenávist. Viděl je jen jako objekt své práce. „Považoval jsem je za náklad… nedíval jsem se na ně jako na individuality. Byla to vždy jen velká masa… nazí, namačkaní, běžící, hnaní bičem…“
Stejně jako spousta jiných SS-manů utápěl případné ozvěny svědomí v alkoholu. V září 1942 byly v Treblince postaveny větší plynové komory. Podle některých zdrojů mohly tyto komory zabít 15 000 židů denně. Treblinka se pod Stanglovým velením stala nejvýkonnějším táborem v rámci Akce Reinhard a druhou největší továrnou smrti v dějinách, hned po táboře Auschwitz-Birkenau.
Stanglův přístup k vězňům pracujícím jako obsluha tábora zajímavým způsobem přibližuje následující historka, kterou zaznamenala Gitta Sereny při rozhovoru ve vězení v roce 1971. Jistý vídeňský žid jménem Blau, kterého Stangl znal z předválečné doby a kterého náhodou poznal v transportu a vybral ho i se ženou do pracovního komanda, se stal následně táborovým kuchařem. Jednou požádal Blau Stangla o pomoc, jestli může udělat něco pro Blauova 80letého otce, který právě přijel s transportem. Stangl mu sdělil, že ho nemůže vybrat do pracovního komanda, je na to moc starý. Blau odpověděl, že to chápe, ale jestli by nemohl zařídit, ať mu dají najíst, a pak ať ho raději zabijí v „lazaretu“ (tam se stříleli lidi, kteří z nějakého důvodu nemohli s ostatními do plynu), než aby musel běžet nahý s ostatními do plynové komory. Stangl prohlásil velkomyslně: „Běž, Blau, a udělej, co uznáš za dobré. Oficiálně o ničem nevím, ale neoficiálně můžeš říct kápovi, že jsem řekl, že je to v pořádku.“ Odpoledne se vrátil do kanceláře a Blau už tam čekal. Měl slzy v očích. Postavil se do pozoru a řekl: „Pane veliteli, chci vám poděkovat. Dal jsem otci pořádně najíst a pak ho odvedl do nemocnice. Už je po všem. Děkuju mockrát. Já jsem řekl: Není zač, Blau, ale ovšem, jestli mi chceš děkovat, tak můžeš.“

#### Franz Stangl pohledem českého vězněRicharda Glazara
| „ | Procházel se a postával nahoře na písečném valu několik dní po tom, kdy se začalo pálit. Obhlížel odtamtud celé své panství. Shlížel dolů na jednu stranu, odkud stoupal kouř a dodával mu na majestátu, pak zas na stranu druhou, kde hory věcí a řetězce postaviček neustále měnily tvar a jako v kaleidoskopu vytvářely nové a nové obrazce. Žádný karabáč jako ostatní esesmani, jen lehký jezdecký bičík, vždy žluté jelenicové rukavice a na hlavě jen lodičku, na ní a na výložkách stříbro, pravou ruku zaklesnutou několika prsty na prsou v upnutém zeleném kabátci – vrchní velitel tábora SS-hauptsturmführer Franz Stangl. Tak jak samojediný shora z valu shlíží, tak udržuje od všech odstup a nad vším nadhled. Nahoru do provozu přichází z komandatury jen zřídka, vždy vzdálen jakéhokoli styku s židovskými otroky i s ukrajinskými vachmany. Přijde-li někdy k apelu, obvykle doprovázen scharführerem Postem a ještě někým z velitelství, pak jen aby ze strany, od rohu baráku nahlédl. Odchází beze slova ještě před koncem apelu a přišvihává bičík k holínce. S mírně ohnutým nosem a vysunutou bradou v úzkém obličeji, s volnějšími pohyby a držením těla, které přísluší vyšším šaržím, působí i vůči všem ostatním esesmanům jako hradní pán, který vládne tak, že rozděluje moc mezi ostatní urozené – nejen aby se doplňovali, ale také aby na sebe sočili. Robert říkává, že 'tenhle vznešený pán toho bude vědět víc než ostatní a bude toho mít víc na svědomí – ten už je tak vysoko, že sám nemusí ani střílet ani karabáčem mlátit'. | “ |
| — | |   |

## Itálie a konec války
V srpnu 1943 došlo v Treblince ke vzpouře, mnoho desítek vězňů uprchlo. Stangl byl odvolán, na jeho místo nastoupil Kurt Franz. Spolu s mnoha dalšími účastníky Akce Reinhard byl přeložen do Terstu, kde se měl podílet na organizaci boje proti jugoslávským partyzánům. On sám tvrdil, že byl přeložen jako nepohodlný „svědek“ vraždění, které mělo zůstat utajeno. „Chtěli najít způsob, jak nás tady zpopelnit. Tak nás posílali na nejnebezpečnější posty. Všechno, co v této části světa souviselo s bojem proti partyzánům, bylo velmi nebezpečné.“ Stangl však, na rozdíl od mnoha svých kolegů, působení u Jadranu přežil. Začátkem roku 1945 se vrátil do Rakouska.

## Útěk
Na konci války se Stangl skrýval u známého na venkově, ale jeden ze sousedů oznámil jeho přítomnost americké armádě a ta ho zajistila. Byl vyšetřován ohledně své protipartyzánské činnosti na Balkáně a v Itálii. V roce 1947 se navíc zjistilo, že se podílel na Akci T4 a rakouské úřady ho začaly vyšetřovat i kvůli tomu. Jeho podíl na vyhlazování židů nebyl zatím znám. Tábory Akce Reinhard přežilo minimum lidí, vyšetřování lidí s jejich chodem spojených začalo až později. Stangl měl ve vězení poměrně volný režim, často byl posílán na odklízení škod, vídal se s manželkou. Dne 30. května 1948, evidentně po konzultaci se ženou, z vězení uprchl. Je zajímavé, že si na útěku ponechal svou identitu. Dostal se do Říma, kde mu katolický biskup Alois Hudal opatřil doklady Červeného kříže. Stangl odjel do Sýrie. V Damašku začal pracovat v textilce. Jeho rodina za ním přijela z Rakouska v květnu 1949. Manželka se ani nesnažila skrývat, že jede za svým mužem, vězněm na útěku. Přesto neměla žádné problémy s odjezdem. V roce 1951 se celá rodina přesunula do Brazílie. Stangl zde pracoval na několika místech, ale nakonec získal dobře placenou práci v továrně firmy Volkswagen v São Bernardo do Campo. Stále používal své původní jméno.

## Dopadení a soud
Zatykač na Stangla byl v Německu vydán 1960, v Rakousku až roku 1961. Na jeho dopadení a vypátrání se podílel známý lovec nacistů Simon Wiesenthal. Ačkoli Stangl stále žil pod svým vlastním jménem a nijak se neskrýval, trvalo šest let, než byl zajištěn. Dne 28. února 1967 zatkla Stangla brazilská policie. Na naléhání úřadů a dokonce amerického senátora Roberta Kennedyho vydali Brazilci Stangla do Západního Německa k soudu. Nebylo pravidlem, aby jihoamerické země vydávaly uprchlé nacisty. Soud v Düsseldorfu shledal Stangla vinným ze spolupodílu na vraždě nejméně 400 000 lidí a 22. prosince 1970 ho odsoudil k doživotnímu vězení.
Ve vězení s ním vedla rozsáhlý rozhovor novinářka a historička Gitta Sereny, která o tom později publikovala knihu Into That Darkness. Podle ní viděl Stangl svou vinu na masovém vraždění takto:
| „ | Mé svědomí je čisté v tom, co jsem sám dělal… Nikdy jsem nikomu úmyslně neublížil… ale ano, byl jsem při tom… takže ano, mám podíl na vině… má vina je v tom, že jsem pořád zde… měl jsem zemřít. To je moje vina. | “ |
| — | |   |

Franz Stangl zemřel 28. června 1971 ve vězení na srdeční selhání.